# 7554
7554 (означает: «7 мая 1954 года», вьет. 7 tháng 5 năm 1954) — компьютерная игра, созданная вьетнамскими разработчиками EmobiGames. В России была издана компанией «Новый Диск» под названием «Вьетнам: Хроники великой победы».

## Игровой процесс
Игра является шутером от первого лица, действия которой происходят во время Первой Индокитайской войны 1946—1954 гг, в которой вьетнамские войска одержали историческую победу над французскими колониальными силами.
Название игры происходит от исторической даты победы вьетнамцев в решающем сражении при Дьенбьенфу 7 мая 1954 года.

## Оценки и мнения
7554 получила в основном негативные оценки. На сайтах Metacritic и GameRankings средний рейтинг составляет 41 балл из 100 возможных и 39 % соответственно. На сайте Absolute Games игру, однако, похвалили за оригинальное время и место действия и оценили игру в 62 %.

## Ссылка
- 7554.vn (вьет.) — официальный сайт 7554